# Edward Bibring

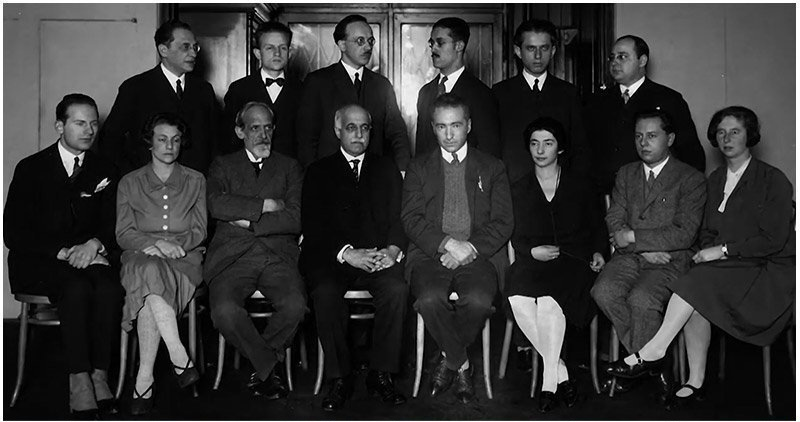
Edward Bibring im Wiener Psychoanalytischen Ambulatorium 1922 (stehend, 3. von links).
Foto: Ludwig Gutmann

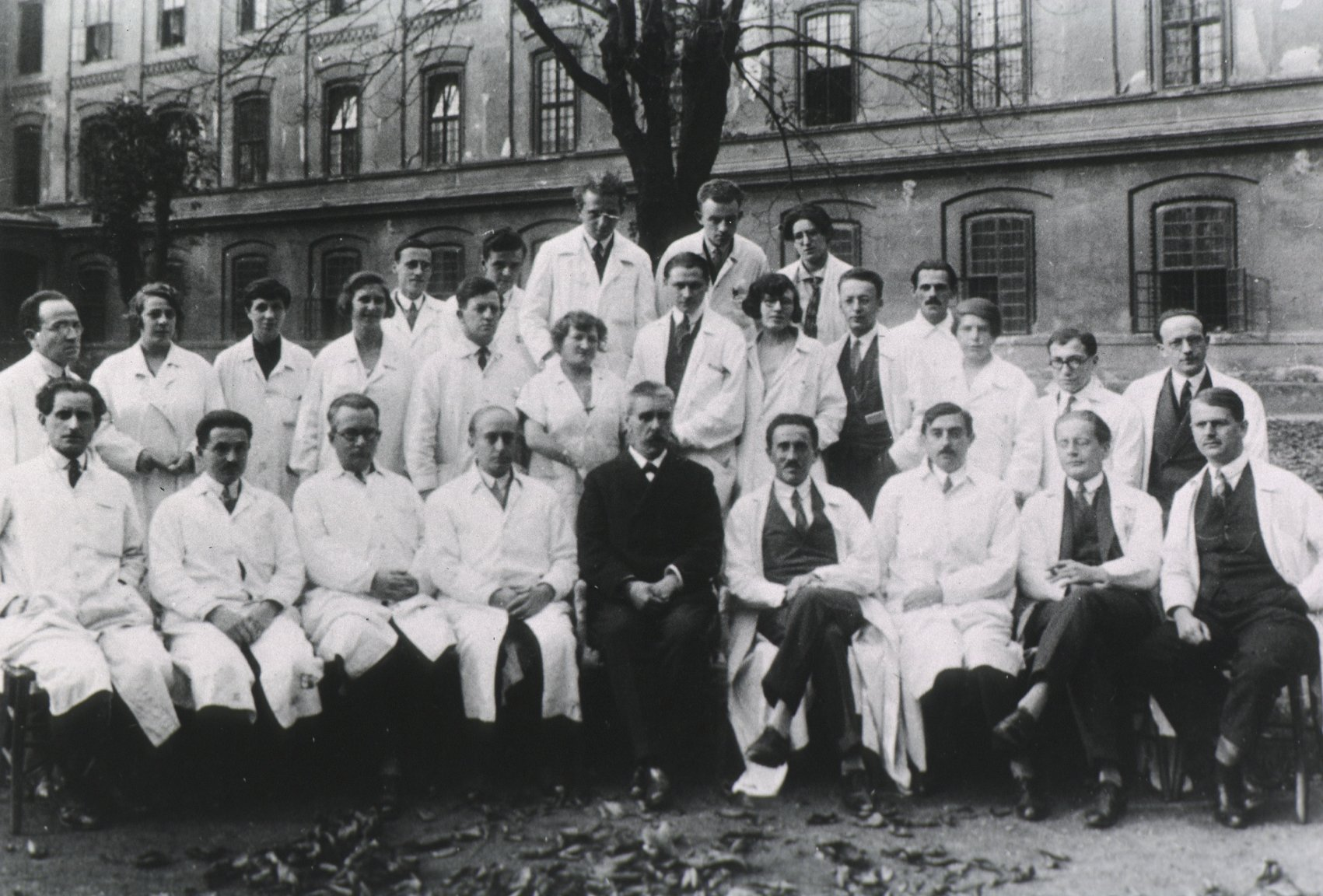
Wagner-Jaureggs Ärzteteam in Wien 1927. (Edward Bibring in der 2. Reihe, der erste von rechts.)

Edward Bibring (geboren 20. April 1894 in Stanislau, Österreich-Ungarn; gestorben 11. Januar 1959 in Boston) war ein österreichisch-US-amerikanischer Psychoanalytiker.

## Leben
Edward Bibring besuchte das Knabengymnasium in Czernowitz und begann dort 1913 ein Studium der Geschichte und Philosophie. Im Ersten Weltkrieg wurde er an der Ostfront eingesetzt und geriet 1915 in russische Kriegsgefangenschaft. Bei Ausbruch der Russischen Revolution konnte er 1917 fliehen und ging nach Wien, wo er 1918 ein Medizinstudium aufnahm, das er 1922 abschloss. Er wirkte 1919 mit seinen Kommilitonen Otto Fenichel, Wilhelm Reich und Grete Lehner an der Gründung eines „Arbeitskreises über Sexologie und Psychoanalyse“ mit. Eine Lehranalyse absolvierte er bei Paul Federn. 1921 heiratete er Grete Lehner, beide wurden zu den Sitzungen der Wiener Psychoanalytischen Vereinigung eingeladen, deren Mitglied er 1925 wurde. Mit seiner Frau betrieb er eine Privatpraxis im 7. Bezirk.
In der Vereinigung übernahm er verschiedene Wahlämter und wurde 1929 am Ambulatorium als Nachfolger von Paul Schilder Leiter der Abteilung für Psychosen. 1932 wurde er zum Stellvertreter von Eduard Hitschmann und in den Lehrausschuss gewählt. 1934 trat er als Nachfolger von Federn in die Redaktion der Internationalen Zeitschrift für Psychoanalyse ein.
Nach dem Anschluss Österreichs 1938 emigrierte die Familie mit den zwei 1929 und 1931 geborenen Söhnen auf dem Sammelvisum für Sigmund Freud nach England, wo er Mitglied der British Psychoanalytical Society wurde und als Lehranalytiker im London Psychoanalytic Institute praktizierte. Er wurde zum Herausgeber der Gesammelten Werke Freuds bestellt. Da ihm eine Dozentur am Tufts Medical College in Boston angeboten wurde, übersiedelte die Familie 1941 in die USA. Bibring arbeitete dort außerdem am Boston Psychoanalytic Institute und als Arzt an der Psychiatrischen Klinik des Beth Israel Hospital Boston.
Bibring hatte Schreibblockaden und konnte daher nur wenig veröffentlichen, sein Aufsatz von 1954 wurde 2005 bei Joan Didion zitiert.

## Schriften (Auswahl)
- Zur Entwicklung und Problematik der Triebtheorie. in: Imago, 1936, S. 147–176
- The so-called English school of psychoanalysis, in: The psychoanalytic quarterly, 1947, S. 69–93
- Psychoanalysis and the dynamic psychotherapies, in: Journal of the American Psychoanalytic Association, 1954, S. 745–770
- Sanford Gifford (Hrsg.): Edward Bibring fotografiert die Psychoanalytiker seiner Zeit : (1932 - 1938). Gießen : Psychosozial, 2005 ISBN 3-89806-412-3